# Don Kozak
Donald „Don“ Kozak (* 2. Februar 1952 in Saskatoon, Saskatchewan) ist ein ehemaliger kanadischer Eishockeyspieler, der im Verlauf seiner aktiven Karriere zwischen 1967 und 1982 unter anderem 466 Spiele für die Los Angeles Kings und Vancouver Canucks in der National Hockey League (NHL) auf der Position des rechten Flügelstürmers bestritten hat. Kozak hält den NHL-Rekord für das schnellste Tor in einem Playoffspiel, als er im vierten Viertelfinalspiel der Stanley-Cup-Playoffs 1977 zwischen den Los Angeles Kings und Boston Bruins bereits nach sechs Sekunden traf.

## Karriere
Kozak verbrachte seine Juniorenzeit zwischen 1967 und 1972 komplett in der Western Canada Hockey League (WCHL), jedoch bei insgesamt drei verschiedenen Teams. Die ersten beiden Jahre stand der rechte Flügelstürmer für die Saskatoon Blades aus seiner Geburtsstadt Saskatoon auf dem Eis. Die Saison 1969/70 spielte er für die Swift Current Broncos, die ihn kurz vor dem Beginn des Spieljahres 1970/71 an die Edmonton Oil Kings. Dort war Kozak die letzten beiden Spielzeiten seiner Juniorenkarriere aktiv. In dieser Zeit gewann er mit den Oil Kings zweimal den President’s Cup, die Meisterschaftstrophäe der WCHL, und wurde in beiden Jahren ins Second All-Star Team der Liga gewählt, nachdem er jeweils über 100 Scorerpunkte erzielt hatte. Insgesamt schloss der Offensivspieler, der im NHL Amateur Draft 1972 in der zweiten Runde an 20. Position von den Los Angeles Kings aus der National Hockey League (NHL) ausgewählt worden war, seine WCHL-Zeit mit 369 Punkten in 300 Einsätzen ab.
Zum Beginn der Saison 1972/73 gelang dem 20-Jährigen auf Anhieb der Sprung in den NHL-Kader. Dort füllte er in den folgenden sieben Spielzeiten zwar eine eher defensiv geprägte Rolle aus, konnte jedoch auch seine Qualitäten in der Offensive zeigen. Kozak erreichte zweimal die Marke von 20 Toren und absolvierte im Spieljahr 1975/76 mit 44 Punkten seine beste NHL-Saison. Im Verlauf der Viertelfinals der Stanley-Cup-Playoffs 1977 stellte der Angreifer zudem einen NHL-Rekord auf, als er im vierten Viertelfinalspiel zwischen den Los Angeles Kings und Boston Bruins bereits nach sechs Sekunden traf. Nachdem Kozak bereits im Verlauf der Saison 1977/78 seinen Stammplatz bei den LA Kings verloren hatte, fiel er zu Beginn der  Spielzeit 1978/79 lange Zeit wegen eines gebrochenen Fußes aus. Zum Jahreswechsel 1978/79 wurde er im Tausch für Randy Holt zu den Vancouver Canucks transferiert.
Für die Westkanadier bestritt der Angreifer bis zum Ausscheiden aus den Stanley-Cup-Playoffs 1979 31 Spiele und kam zudem für deren Farmteams in der Central Hockey League (CHL) zu Einsätzen. In der Folge blieb er von den Canucks aber für den NHL Expansion Draft 1979 ungeschützt, sodass er dort von den Hartford Whalers ausgewählt wurde, die als eines von vier Franchises aus der aufgelösten World Hockey Association (WHA) in die NHL aufgenommen worden waren. Kozak lief jedoch nie für die Whalers selbst auf, sondern bestritt in den folgenden zwei Jahren lediglich Spiele für deren Kooperationspartner in den Minor Leagues. So lief der Kanadier in der Saison 1979/80 für die Cincinnati Stingers in der CHL und Springfield Indians in der American Hockey League (AHL) sowie im folgenden Jahr für die Binghamton Whalers in derselben Liga auf. Für sein letztes Profijahr wechselte der 29-jährige Offensivspieler zur Saison 1981/82 zum EHC Straubing in die 2. Bundesliga nach Deutschland. Nach 21 Einsätzen beendete er im Sommer 1982 seine aktive Karriere.

## Erfolge und Auszeichnungen
- 1971 President’s-Cup-Gewinn mit den Edmonton Oil Kings
- 1971 WCHL Second All-Star Team
- 1972 President’s-Cup-Gewinn mit den Edmonton Oil Kings
- 1972 WCHL Second All-Star Team

## Karrierestatistik
(Legende zur Spielerstatistik: Sp oder GP = absolvierte Spiele; T oder G = erzielte Tore; V oder A = erzielte Assists; Pkt oder Pts = erzielte Scorerpunkte; SM oder PIM = erhaltene Strafminuten; +/− = Plus/Minus-Bilanz; PP = erzielte Überzahltore; SH = erzielte Unterzahltore; GW = erzielte Siegtore; 1 Play-downs/Relegation; Kursiv: Statistik nicht vollständig)